# Morinamide
Morinamide (hoặc morphazinamide, hoặc morinamid) là một loại thuốc được sử dụng trong điều trị bệnh lao. Nó hoạt động như một tiền chất cho Pyrazinamide.